# 广平站 (河北)
广平站，位于中华人民共和国河北省邯郸市广平县广平镇，是邯济铁路上的火车站，建于1997年，2020年9月10日开通客运业务，本站客运业务由北京局集团邯郸站负责。

## 歷史
- 建于1997年。
- 车站于2020年9月10日开办客运业务。

## 业务办理
客运办理旅客乘降，行李，包裹托运。货运办理整车到发。

## 車站周邊
- 广平县科技职业培训学校
- 万豪大酒店
- 广平县明德小学
- 广平汽车客运站
- 广平县粮食局
- 广平县人民医院
- 广平县人民政府
- 中国工商银行广平支行
- 中国邮政储蓄银行广平县支行

## 外部連結
- 中国铁路客户服务中心 （页面存档备份，存于）